# شارلوت اسمیت (بازیکن بسکتبال)
شارلوت اسمیت (انگلیسی: Charlotte Smith؛ زادهٔ ۲۳ اوت ۱۹۷۳) بازیکن بسکتبال اهل ایالات متحده آمریکا است.
وی در مسابقات کشوری و بین‌المللی در مجموع برندهٔ ۱ مدال طلا، ۲ مدال نقره شده‌است.